# トラッポラ
トラッポラ（Trappola）は、16世紀初頭のヴェネツィアを起源とする歴史的なトリックテイキングゲームである。ヴェネツィアでは早く忘れられたが、おそらく20世紀なかばまで、中央ヨーロッパ各地に普及し、さまざまな形式と、「トラプルカ（Trapulka）・ブルカ（Bulka）・フンデルトシュピール（Hundertspiel）」などのさまざまの名称によって知られていた。ヴェネツィアのパターンに由来するイタリア式のスートをもつ専用のカードを使っていたが、トラッポラ専用のカードが製造されたという記録は、1944年のプラハのものが最後である。
タロットを除くとポイントトリックゲームとしては最古のゲームであり、トラッポラ専用のカードがあること、カード構成が独特であること、2でトリックを取るとボーナスがつくことなどに特徴がある。

## 歴史
トラッポラとは、英語の「trap（わな）」に対応するイタリア語の単語で、「ねずみ捕り・裏切り・詐欺」などの意味があるが、ペニョーによると派生義として「巧妙さ」、すなわち裏切るものという意味があるという。
19世紀のシンガーは、トラッポラについて、おそらくイタリア人の知った最初のゲームであっただろうとしており、同時代の著述者の多くも同様にトラッポラがイタリアで競技されたトリックテイキングゲームとしては最古のものだと考えていた。しかし、トラッポラが最初に文献にあらわれるのは1524年であって、これより古いトリックテイキングゲームの存在が現在では知られている。
トラッポラとタロットの関係については議論がある。ガルゾーニはヴォルテラノを権威として引用して、トラッポラを一般的なゲームと呼んでおり、タロットを新しい発明としている。しかし、ウィリアム・ヒューズ・ウィルシャーによると、トラッポラのカードはヴェネツィアに起源を持ち、タロットカードを改造して切り札と数札4種類を抜いたものだという。パーレットは両者が独立して発達したと推測している。
トラッポラはカルダーノの『さいころあそびについて』（Liber de ludo aleae、1564の著作）に16世紀ヴェネツィアで普及していたゲームとして記述されている。16世紀初頭にはヴェネツィアで大変流行していたゲームだったが、どういうわけか16世紀の終わりには魅力を失ってしまったようであり、流行はおそらく軍隊の移動にともなって北方に移動した。
17世紀から19世紀にかけて、トラッポラはニュルンベルク・ライプツィヒからグラーツ・ブダペストに至る広大な地域で流行していたことが明らかである。
純粋なトラッポラ、おそらくトラッポラの仲間の最後の生きのこりは、ストフカフラ（Stovkahra）またはブルチコ（Brčko）と呼ばれるゲームで、ルーマニア領のバナト地方にあるシュミツェ村（Šumice）でわずかな人々によって競技されている。トラッポラの変種であるシュパーディ（Špády）やシェスタドヴァツェト（Šestadvacet）は20世紀までチェコで競技されていた。トリックを取らないようにするコテッチョ（Coteccio）という名前は、イタリアではマイナスの点数のあるさまざまなポイントトリックゲームに使われているが、おそらく今も行われているトラッポラにもっとも近い親戚であり、トリエステで競技されていることが報告されている。

## ゲームの概要

### カードのデザイン
現存するトラッポラのカードで、製作者の名前が書いてあるもののうち最古のものは、Kümpel コレクションにある1646年の Michael Schmit of Buchholz によるものである。これはプラハで Augustin Z- によって描かれ、H.S. のイニシャルが記されている。
トラッポラのカードはイタリアタイプと同様に剣・杖・カップ・貨幣のスートと、王(R)・騎士(C)・歩兵(F)の絵札を持っているが、デザインはトラッポラ専用にアレンジされている。数札はAのほかに2・7・8・9・10しかなく、カードの総数は36枚である。スートのシンボルはイタリアのトランプよりも洗練された優美なものになっており、トラッポラが上流社会でも遊ばれていたことを示唆している。主な特徴のひとつとして、カップのシンボルが長く、蓋つきであることがあげられる。カードのデザインは、北東イタリアのトレヴィジャーネ（Trevigiane）パターンに似ている。
チェコ語でトラッポラのスートの名前が「Denáry（貨幣）・Kopy（カップ）・Špády（剣）・ Baštony（杖）」と呼ばれているが、これらはすべてイタリア語の対応するスート名からの借用である。

### カードの構成
トラッポラのカードの構成はかなり風変わりであり、各スートは A R C F 10 9 8 7 2 からなる。カードの点数は A=6、R=5、C=4、F=3 で、それ以外は0点である。

### プレイ
トラッポラは2人用のゲームであり、各競技者に9枚の手札が4枚・5枚ずつまとめて配られる。ディーラーでない側は、自分の手札に不満であれば、手札をテーブルに表向きに捨てて、かわりの手札を山札の一番上から取ることができる。それにもやはり不満であれば、もう一度手札を山札の最後の9枚と取りかえることができるが、そこで得られた手札はプレイに使わなければならない。ディーラーは、山札がもし残っているならば、残っている山札の枚数に応じて1回または2回手札を交換することができる。表向きに捨てた手札は、プレイが終わるまでそのままにしておく。
A・絵札（R・C・F）・2のいずれかを3枚組または4枚組で持っている競技者は、そのいずれかをトリックに使用する前にいつでもそのことを宣言できる。ただし、3枚組を宣言する場合は、残りの1枚をトリックで取っていてはならない。宣言するときは、通常は枚数を「3枚」または「4枚」と言うだけでよい。ただし、Aの場合は「3枚のA」のように宣言する必要がある。宣言による得点は、プレイが終わってから加算される。
第1トリックはディーラーでない側がリードする。トリックの勝者が次回のトリックをリードする。相手はリードと同じスートのカードが出せるなら出さなければならないが、なければ何を出してもよい。トリックは、リードと同じスートで強いほうのカードを出した者が勝つ。このゲームには切り札は存在しない。
トリックを2で勝った者は即座に10点を得る。最後のトリックの勝者は6点を得る。ただし、最後の連続する1・2・3トリックを2で勝った場合は、それぞれ26・52・78点を得る。プレイの終了後、各競技者はトリックで獲得したカードの点数を加え、それから宣言してあった3枚組・4枚組の点数を最後に加える。宣言による点数は以下のとおりである：
| ランク | 3枚組 | 4枚組 |
| ------ | ----- | ----- |
| A      | 12    | 24    |
| 絵札   | 6     | 12    |
| 2      | 10    | 20    |

各競技者の点数を計算したあと、どちらも300点に達していない場合は、ゲームは継続され、前回ディーラーでなかった側が次のディーラーになる。